# Crashdïet
Crashdiet es una banda sueca de hard rock/sleaze, formada en Estocolmo en el año 2000.
La banda ha lanzado ya cinco discos, Rest In Sleaze en 2005, The Unattractive Revolution a finales de 2007, Generation Wild en 2010, The Savage Playground en 2013 y Rust en 2019. Es la primera banda de hard rock en firmar con una gran discográfica (Universal Music) en una década y una de las bandas más populares del género en el norte de Europa.[cita requerida]

## Historia
La primera formación de la banda fue fundada por un joven de 20 años llamado David Hellman y posteriormente conocido como Dave Lepard en el año 2000.

### Comienzos
Él fue el vocalista del grupo además de guitarrista, que con tres amigos pretendía cumplir su sueño de conseguir llegar a ser una estrella de Rock, tocaron temas de sus ídolos como Guns N' Roses y Skid Row. Ese era el sonido que gustaba a David y con esas influencias iban a salir sus composiciones. Sin embargo esta primera aventura no duró mucho, pues a los dos años, David decidió disolver el grupo por motivos desconocidos.

### Consolidación de la formación
2003 fue el año del verdadero punto de partida del grupo, Dave conoció en un concierto de Punk a Peter London y decidieron reformar la banda e intentar cumplir su sueño de convertirse en estrellas.
Peter había tenido anteriormente un grupo, reclutó a Eric Young, que había sido el baterista y posteriormente se unió a ellos el último miembro, Martin Sweet, que se encargaría de la guitarra principal, por lo que Peter tomó el bajo como instrumento. Con la formación ya consolidada comenzaron la composición de temas, grabando en dos años dos demos.

### Salto a la fama
Gracias a esas demos, fueron contratados por uno de los sellos musicales más importantes del mundo, Universal Music, siendo además la primera banda sueca en conseguirlo.[cita requerida]
En el año 2005 graban su primer disco, Rest in Sleaze, un disco de puro hard rock ochentero, con grandes estribillos y potentes riffs. El disco entró en el número 12 de las listas suecas, siendo éxito de ventas y crítica. La web Rockeyez.com otorga casi la máxima puntuación posible al álbum, en metalsymphony.com le dan un 9 sobre 10, en mundorock.org un 96 sobre 100, etc.
Éste éxito anima a la discográfica a que lancen cuatro singles, tres videoclips, apariciones en televisión, en festivales como el Download Festival en Reino Unido, e incluso ser la imagen de Sony Ericsson en sus anuncios.

### Tragedia
Tras el gran éxito del que gozaba la banda comenzaron los problemas dentro de ella, sobre todo por su frontman, Dave Lepard. En enero de 2006 desaparece y el 20 de ese mismo mes fue encontrado ahorcado en su casa de Estocolmo, su ciudad natal.[cita requerida]
El resto de la banda tras el suicidio de Dave comunicaron en su página web que era el fin de Crashdïet.

### Retorno
Tras una serie de homenajes en memoria de David, y tras hablar con la familia, Martin, Peter y Eric deciden seguir con el proyecto y continuar el legado de Dave. Martin asumió el mayor peso compositivo del grupo, que notó la diferencia en el sonido, mientras que las composiciones de Dave eran más hardrockeras y ochenteras, las de Martin eran más heavys y modernas pero con la esencia del grupo, por lo que Crashdïet seguía sonando a Crashdïet a pesar de algunos cambios. Tenían a la discográfica preparada, los fanes deseosos, nuevas composiciones, faltaba encontrar un nuevo vocalista, el grupo ofreció el puesto en su página web y recibieron miles de correos electrónicos de todas las partes del mundo.
Al año y dos días de cumplirse la muerte de Dave, Crashdïet anuncian en su página web a su nuevo vocalista, H. Olliver Twisted, también cantante de la banda finlandesa Reckless love. A partir de ahora Crashdïet dispondría únicamente de una guitarra, la de Martin Sweet, puesto que Olliver pasaría únicamente a la tarea de vocalista.
Con la formación completada el grupo grabó su segundo álbum, Unattractive Revolution, un disco con un sonido más moderno, más heavy pero con los estribillos pegadizos y melodías alegres que de siempre habían caracterizado a la banda, el disco fue lanzado el 3 de octubre de 2007, y su primer sencillo y videoclip, el tema "In The Raw" se posicionó en el número 35 de la lista de singles, y el disco superó en una posición al anterior, entrando en el número 11.
El tema "Alone" fue escrito conjuntamente entre Martin Sweet con el guitarrista de Mötley Crüe, Mick Mars, que además contribuyó con un solo de guitarra (aparte de la canción ya mencionada) en "Don´t Care".
A finales de 2007 y primeros meses de 2008 salieron de gira por toda Europa junto a la banda Hardcore Superstar, dando tres conciertos en España. Gracias al éxito de esta gira, dieron el salto a América, donde hicieron conciertos en Brasil.
En febrero de 2008 fueron nominados a los premios Grammy suecos como mejor banda.[cita requerida]

### Salida de Olliver
En julio de 2008 en la web del grupo se confirman los rumores de que Olliver deja de ser miembro de la banda. En el comunicado oficial los restantes miembros dicen que la ruptura con el vocalista es de mutuo acuerdo y se debe a que Twisted no podía dedicarse a sus dos bandas, Crashdïet necesitaba a un cantante exclusivo, también aseguran en el comunicado que no es el fin del grupo y que buscaran un nuevo cantante.

### Llega Simme
En junio de 2009, casi un año desde la partida de Olliver, Crashdïet anuncia a su nuevo cantante, Simon Cruz conocido como Simme, procedente de la banda de hard rock, Jailbait. Se trata de un cantante de corte parecido a Sebastian Bach.
También presentan un sampleo de un nuevo tema grabado ya con el nuevo cantante y un tema finalizado a descargar gratuitamente desde su página web llamado "Caught in Despair", donde los fanes pueden apreciar la voz y el estilo de Simme, más parecido a Lepard que a Twisted.

### Generation Wild
El 11 de noviembre de 2009 es anunciado en la web oficial, su regreso a los estudios para grabar el que será su siguiente álbum, varias muestras de las sesiones son divertidamente mostradas en YouTube mientras los integrantes dan algunas reseñas en Twitter. Para finales del año se anuncia el título del nuevo álbum, Generation Wild promete un sonido más próximo a Rest in Sleaze, constara de diez canciones que volaran la mente de los fanes; se anuncia además que la canción que da nombre al disco golpeara las emisoras de radio suecas en enero y que el álbum estará disponible para los fanes a finales de marzo.
Casi a un mes de espera e impaciencia de los fanes se anuncia el estreno del nuevo sencillo como primicia en Bandit Rock Radio, la canción que da nombre al disco "Generation Wild" conserva el estilo y la calidad de los anteriores álbumes. Se revela también los títulos de los tracks del nuevo álbum: Armageddon, So alive, Generation wild, Rebel, Save her, Down with the dust, Native nature, Chemical, Bound to fall, Beautiful pain; Diez canciones que fueron escogidas de más de cincuenta que fueron escritas para el presente disco, las mismas que serán lanzadas por Gain/Sony Music el próximo 14 de abril, como se anuncia en la web oficial.
El 14 de abril de 2010, la banda lanzó Generation Wild, su primer álbum con su nuevo cantante, Simon Cruz, y debutó en el puesto número 3 en la lista de álbumes sueco. La canción fue lanzada como el primer sencillo el 28 de febrero de 2010, y su vídeo musical fue censurado por MTV debido a las imágenes obscenas. En septiembre fueron teloneros de Ozzy Osbourne en Globen, Suecia, y, en octubre, la banda tocó ante 50.000 personas en el Festival SWU en Brasil.
Chemical, el segundo sencillo de Generation Wild, fue lanzado el 19 de septiembre. El 24 de marzo de 2011, puso en marcha el Crashdiet Europea "Tour Decadence Dark" con Hardcore Superstar y 69 Eyes que terminaron el 16 de abril. Solo un par de días más tarde jugó un gira por Reino Unido acompañando a Houston. El 4 de junio, la banda anunció en su página web que van a filmar su show en Suecia Rock Festival, 8 de junio para un próximo DVD.
El 6 de agosto, Crashdïet se presenta en el mítico festival Wacken Open Air 2011 en Alemania, logrando así algo que ninguna banda de Glam Metal de la nueva escuela había logrado hasta entonces; enganchan al público tocando: Breakin' the Chainz, Down with the Dust, So Alive, Riot in Everyone, Native Nature, In the Raw, Armageddon y Generation Wild.
"Generation Wild" fue lanzado el 2 de noviembre de vinilo, esta versión también contó con un bonus track llamado "Hollywood Teaze".

### The Savage Playground
La banda lanzó el 22 de enero de 2013 su nuevo material discográfico.
"The Savage Playground"
Con "The Savage Playground", grabado entre el verano y otoño del 2012 en los Estudios Kingside fuera de Estocolmo con el productor Otto Wellton, la banda tiene en mente romper en todo el mundo con una gira que llevará a la banda a volver a los EE. UU. así como a visitar Japón por primera vez.
"Vamos a poner un montón de esfuerzo en los EE.UU. para nuestra nueva gira," continúa Sweet. "Vamos a empezar en Escandinavia en febrero, luego nos dirigimos a los EE.UU. y Canadá. Volviendo para finales de abril al Reino Unido y luego por toda Europa y Japón seguiremos con los festivales en el verano y luego América del Sur (estarán en Argentina el 8 de marzo) para ponernos en marcha en el otoño."
El nuevo álbum de CRASHDÏET es más pesado y directo. "'The Savage Playground' es nuestro campo de juego, es el principio y el fin, es el lugar donde comemos y nos reproducimos", dijo Sweet. "Pensamos que era el momento adecuado para que hagamos un afilado y no tan pulido sonido de nuestro álbum, un poco como lo que suena en directo. Es más orgánico y de sonido áspero. Y, por supuesto, siempre estamos evolucionando como músicos y nos gusta probar nuevas formas de expresarnos, que definitivamente podrá ser escuchado este álbum."
. el 26 de febrero de 2015, Se Anuncia la salida de Simon Cruz de Crashdiet, Aun así el Grupo asegura que habrá nuevo álbum como estaba fijado.
Títulos de los tracks:
- 01. Change The World
- 02. Cocaine Cowboys
- 03. Anarchy
- 04. California
- 05. Lickin' Dog
- 06. Circus
- 07. Sin City
- 08. Got A Reason
- 09. Drinkin' Without You
- 10. Snakes In Paradise
- 11. Damaged Kid
- 12. Excited
- 13. Garden Of Babylon
- 14. Liquid Jesus (Bonus Track)

### 2019 RUST
Crashdiet lanzó su nuevo álbum RUST, con el nuevo cantante Gabriel Keyes, el 13 de septiembre de 2019 via Frontiers Music srl del cual salen los sencillos: We Are The Legion, Reptile, In The Maze, Rust y Crazy.
En enero de 2020 Crashdiet ha anunciado a través de sus redes sociales las primeras fechas del 'Rust Tour 2020' que tendrá inicio en febrero con múltiples fechas en Europa y se tenía previsto entre marzo y abril fechas en Sudamérica primero en Argentina y Brasil como único acto y en Colombia (Sleaze N' Hard Fest Special Edition) y México junto a Wildstreet, pero todas las fechas en Latinoamérica fueron reprogramadas para finales de septiembre e inicios de octubre debido a la pandemia de COVID-19.

## Miembros
| - Gabriel Keyes - Cantante - Martin Sweet - Guitarrista líder - Peter London - Bajista - Eric Young - Baterista | - Dave Lepard - Cantante y guitarrista rítmico (2000-2006) † - H. Olliver Twisted (Olli Herman Kosunen) - Cantante (2007-2008) - Simon Cruz - Cantante (2009 - 2015) - Mary Goore (Tobias Forge) - Guitarra (2000–2002) - Tom Bones - Batería (2000-2002) - Mace Kelly - Bajo (2000-2002) |

## Discografía
Demos
- 2002: Demos - First line-up
- 2003: Crashdïet (Demo)
- 2013: The Demo Sessions

Álbumes
- 2005: Rest In Sleaze
- 2007: The Unattractive Revolution
- 2010: Generation Wild
- 2013: The Savage Playground
- 2019: Rust
- 2022: Automaton

Directos Cds Lives y DVD Tour
- 2005: Rest in Sleaze Tour (DVD)
- 2007: The Unattractive Revolution Tour (DVD)
- 2012:  Shattered Glass And Broken Bones (generation wild Tour DVD)
- 2013:  Scandinavian Hell Tour 2013 (The Savage Playground Tour Live CD)
- 2017:  Live In Sleaze (Rest In Sleaze Tour 2005 Live CD)

Sencillos
- 2005: Riot in Everyone
- 2005: Knokk ’Em Down
- 2005: Breakin’ the Chainz
- 2005: It’s a Miracle
- 2006: Out of Line
- 2006: Queen Obscene / 69 Shots
- 2006: Tikket
- 2006: Straight Outta Hell
- 2007: In the Raw
- 2008: Falling Rain
- 2008: I Don’t Care
- 2008: Alone
- 2010: Generation Wild
- 2010: Armageddon
- 2010: So Alive
- 2010: Save Her
- 2010: Native Nature
- 2010: Beautiful Pain
- 2010: Chemical
- 2010: Rebel
- 2011: Down with the Dust
- 2012: Cocaine Cowboys
- 2013: California
- 2013: Circus
- 2013: Anarchy
- 2013: Sin City
- 2013: Change the World
- 2013: Garden of Babylon
- 2017: We Are The Legion
- 2019: Reptile
- 2019: Idiots
- 2019: In The Maze
- 2019: Rust

Videos
- 2005: Riot in Everyone

- 2005: Knokk ’Em Down

- 2005: Breakin’ the Chainz

- 2005: It’s a Miracle

- 2007: In the Raw

- 2008: Falling Rain

- 2010: Generation Wild

- 2010: Rebel

- 2011: Down with the Dust

- 2012: Cocaine Cowboys

- 2013: California

- 2013: Circus

- 2018: We Are The Legion

- 2019: Reptile

- 2019: Idiots

- 2019: Rust

- 2020: Crazy